# Sophie Wyss
Sophie Adele Wyss (La Neuveville, 5 luglio 1897 – Bognor Regis, 25 dicembre 1983) è stata un soprano svizzero.
Fece carriera come cantante sia alla radio che nei concerti nel Regno Unito ed era famosa per le sue interpretazioni di opere francesi, molte delle quali nuove per la Gran Bretagna, e per aver eseguito in anteprima mondiale i cicli musicali orchestrali di Benjamin Britten Our Hunting Fathers (1936) e Les Illuminations (1940) e per aver incoraggiato altri compositori a scrivere nuovi lavori basandosi su testi inglesi e francesi. Tra quelli che hanno scritto per lei c'erano Lennox Berkeley, Arnold Cooke, Roberto Gerhard, Elizabeth Maconchy, Peter Racine Fricker, Alan Rawsthorne e Mátyás Seiber.

## Biografia
Sophie Wyss nacque in una famiglia di musicisti di La Neuveville, nel Cantone di Berna, in Svizzera. Anche le sue due sorelle, Emilie Perret-Wyss e Colette Feschotte-Wyss, erano cantanti e le tre a volte si esibivano insieme. Studiò al Conservatoire de musique de Genève e all'Accademia di musica di Basilea. Nel 1925 sposò un ufficiale dell'esercito britannico, il capitano Arnold Gyde, che dopo il ritiro dalle forze armate divenne un editore a Londra. Divenne anche il tesoriere del Committee for the Promotion of New Music (Comitato per la promozione della nuova musica), fondato nel 1943.
Avendo stabilito la sua residenza in Inghilterra, la Wyss intraprese la carriera di solista. All'inizio non riuscì a fare una buona impressione sui critici. Dopo un primo recital a Londra nel 1927, The Times scrisse: "Miss Wyss ha delle note piacevoli nella sua voce, ma il tono era tirato nel registro acuto. Un tremore pronunciato, che appariva di tanto in tanto e una tendenza alle stonature ha dimostrato che non ha ancora acquisito un controllo sufficiente sulla sua voce." Negli anni '30 le sue recensioni erano migliorate da riservate a entusiaste. The Times affermò che la Wyss "possiede una voce da soprano di una qualità squisitamente malleabile... una cantante così completamente soddisfacente che non ci saremmo fidati di noi stessi a dire quanto del piacere che ricevevamo dalle sue esibizioni fosse dovuto a lei o alla musica stessa".
Nel 1936 insieme ad Adolph Hallis, Benjamin Britten, Alan Rawsthorne e Christian Darnton, la Wyss fu una dei fondatori della Hallis Concert Society, che tenne numerosi concerti innovativi a Londra nel periodo 1936-1939. Questi includevano anteprime britanniche di musica britannica ed europea sia contemporanea che storica, tra cui opere di Giovanni Pierluigi da Palestrina, François Couperin, Alban Berg, Paul Hindemith, Elisabeth Lutyens ed Elizabeth Maconchy.
La Wyss incoraggiava i compositori britannici a scrivere su testi in francese da fare interpretare a lei. L'opera più famosa che ne derivò fu Les Illuminations di Britten su parole di Rimbaud, che lei tenne a battesimo a Londra nel 1940 con Boyd Neel e la sua orchestra. La Wyss era ugualmente a suo agio con testi in inglese, come quelli di Our Hunting Fathers (1936) e On This Island (1937) di Britten. Britten dedicò il Vol. 2 dei suoi Folk Song Arrangements (1942) ai due figli di Sophie e Gyde, Arnold e Humphrey. Britten era anche il padrino di Humphrey.  Lei eseguì anche in anteprima i suoi 8 French Folksongs, in un recital aella National Gallery nel 1942 con Gerald Moore e successivamente lei e Britten registrarono cinque di queste canzoni.
Nel 1942 però la conoscenza di Britten della voce e della tecnica vocale era notevolmente aumentata e preferiva l'interpretazione di Les Illuminations di Peter Pears alla esecuzione della Wyss, che descrisse a un amico intimo come "irrimediabilmente inefficace, soggettiva e (per ogni cosa) così evasiva e capricciosa!!!" Sebbene la Wyss desiderasse riprendere la sua relazione professionale con Britten, lui non era più interessato, ma confessò a Pears di essere "troppo affezionato a lei per essere scortese e non abbastanza interessato per essere critico".
Come vicina di casa di Gerald Finzi dal 1941 la Wyss si esibì in molti dei suoi concerti insieme ai Newbury String Players, cantando l'Aria dei Dies Natalis di Finzi e opere di William Byrd, Henry Purcell, Georg Friedrich Händel, Ivor Gurney e Ralph Vaughan Williams. Tenne molte prime esecuzioni di opere in francese o inglese di compositori come Lennox Berkeley, Arnold Cooke, Roberto Gerhard, Elizabeth Maconchy, Peter Racine Fricker, Alan Rawsthorne, George Enescu, Antony Hopkins e Mátyás Seiber. È stata anche una delle massime esponenti nel Regno Unito delle canzoni di Gabriel Fauré, Claude Debussy, Reynaldo Hahn, Maurice Ravel e altri compositori francesi. Durante una carriera che è durata fino agli inizi degli anni '60, la Wyss trasmise ampiamente per la BBC e fece concerti in Europa continentale e in Australia. Morì a Bognor Regis, sulla costa meridionale dell'Inghilterra, all'età di 86 anni. In un necrologio The Times ha concluso: "Il suo contributo alla vita musicale britannica è stato qualcosa di speciale e sarà difficile sostituirlo".

## Incisioni
Sophie Wyss ha registrato per la Decca Records dal 1941 al 1946. Tra i brani che ha cantato figurano alcune composizioni inglesi: di Bliss The Hare e The Buckle dalle sue Three Romantic Songs; le composizioni di Britten Two French Folk Songs e Three French Folk Songs e di Alan Rawsthorne Three French Nursery Songs. Dal repertorio francese ha registrato: di Chabrier Villanelle des petits canards e Les cigales; di Debussy L'échelonnement des haies; di Duparc Chanson triste; di Fauré La bonne chanson, Aurore (Op. 39/1), Les roses d'Ispahan (Op. 39/4) e Les berceaux (Op. 23/1) e Nicolette di Ravel. Tra i suoi accompagnatori c'erano Britten e Kathleen Long. Nel 2012 Symposium Records ha pubblicato le registrazioni fatte dalla Wyss negli anni '50: di Louis Durey Images à Crusoé, di George Enescu Sept chansons de Clément Marot, di Arthur Honegger Six poésies de Jean Cocteau, di Frank Martin Trois Chants de Noël e di Jules Massenet Poème d'Avril.

### Osservazioni
1. ↑  Nell'aprile del 1939 la Wyss aveva presentato in anteprima le uniche due canzoni allora composte per il ciclo: "Marine" e "Being Beauteous".[10] Le ripetutè con la BBC Symphony Orchestra diretta da  Sir Henry Wood in un concerto promenade nell'agosto di quell'anno.[11] Negli anni successivi Britten insistette sul fatto che il ciclo avrebbe dovuto essere cantato da un tenore, sebbene ciò fosse quasi certamente dovuto all'influenza di Pears.[12]
2. ↑  La madrina del ragazzo era il romanziere australiano residente nel Regno Unito Henry Handel Richardson.[16]
3. ↑  Verso la fine della sua vita la Wyss affermò che l'ultima frattura tra lei e Britten era dovuta a suo marito, Arnold Gyde, che si era offeso per il fatto che Britten preferiva Pears per cantare "Les illuminations". Anche se la Wyss avrebbe preferito rimanere amica, suo marito "non poteva perdonare lo sgarbo" che a suo modo di vedere aveva commesso Britten.[20]